# دوج اینترپید
دوج اینترپید (Dodge Intrepid) خودرویی است که در سال‌های ۱۹۹۳ تا ۲۰۰۴در کانادا تولید شده‌است.
این خودرو در کلاس خودرو سایز بزرگ قرار گرفته، طراحی آن خودروهای موتور جلو-محور جلو بوده‌است.